# Robbah
Robbah är en ort i Algeriet.   Den ligger i provinsen El Oued, i den nordöstra delen av landet, 500 km sydost om huvudstaden Alger. Robbah ligger 90 meter över havet och antalet invånare är 30 446.
Terrängen runt Robbah är mycket platt. Runt Robbah är det glesbefolkat, med 13 invånare per kvadratkilometer. Närmaste större samhälle är El Oued, 9,5 km nordväst om Robbah. Trakten runt Robbah är ofruktbar med lite eller ingen växtlighet.